# Эль-Фин-дель-Мундо
Эль-Фин-дель-Мундо (исп. El Fin del Mundo, дословно «Конец мира») — археологический участок эпохи плейстоцена близ Питикито на северо-западе мексиканского штата Сонора. Открыт в 2007 году. В нём представлена археологическая культура каменного века Кловис периода, датируемого 13 390 лет назад. Древнейший известный участок культуры Кловис, наряду с участком Обри в округе Дентон (Техас, США), который датируется с помощью радиоуглеродного анализа практически идентично с Эль-Фин-дель-Мундо.

## Охотники Кловис

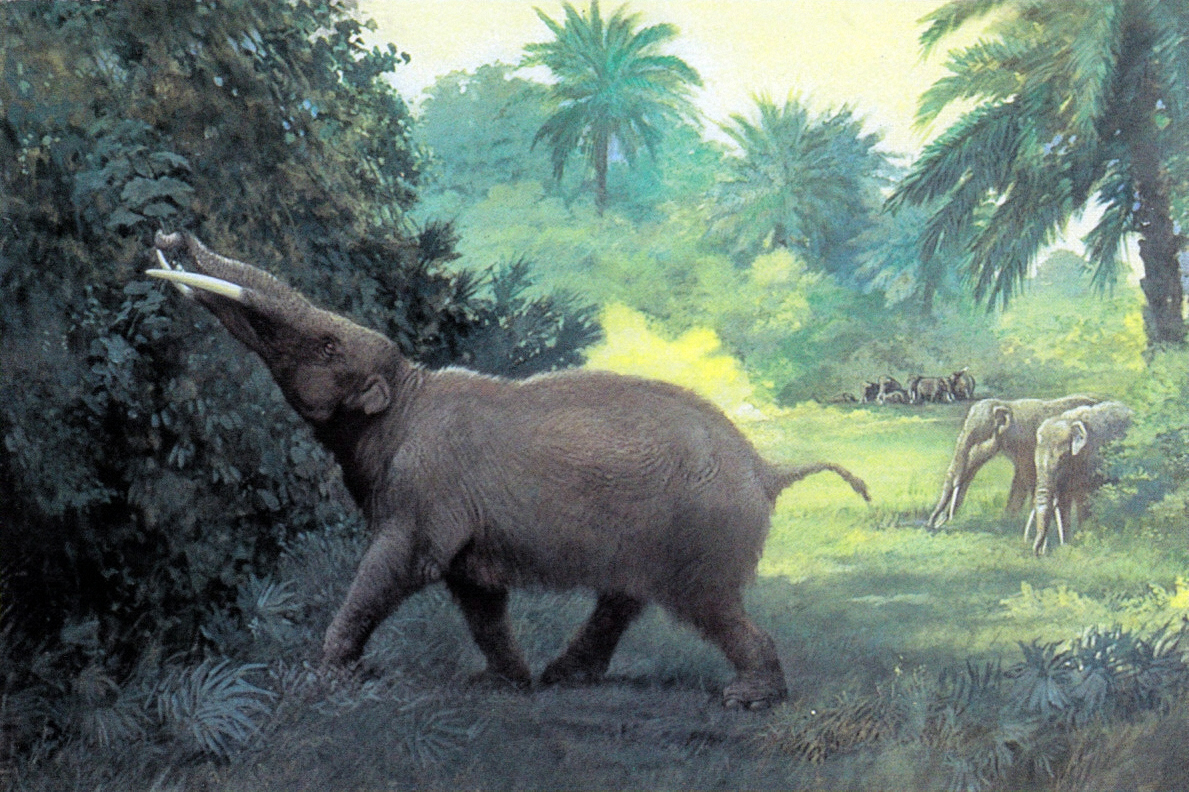
Гомфотеривые, реконструкция

В 2011 году на участке найдены кости Гомфотериевых, возраст которых был датирован в 13 390 лет назад. Эта находка была первой находкой гомфотериевых в северной части континента, где животные ранее считались вымершими 30 тыс. лет назад. В 2014 году было показано, что расположение и близость фрагментов охотничьих орудий Кловис и костей гомфотериевых предполагают, что два найденных животных были убиты охотниками. Из 7 охотничьих наконечников 4 находились между костей и 3 наконечника были рассеяны рядом.
Кроме этого, на участке были обнаружены кости бизона и кости и зубы лошади.